# Mardżaniszwili
Mardżaniszwili (gruz. მარჯანიშვილი) – stacja tbiliskiego metra należąca do linii Achmeteli-Warketili. Została otwarta 11 stycznia 1966 roku.